# Chanodichthys abramoides
Chanodichthys abramoides är en fiskart som först beskrevs av Benedykt Dybowski 1872.  Chanodichthys abramoides ingår i släktet Chanodichthys och familjen karpfiskar. Inga underarter finns listade i Catalogue of Life.